# Baizat Jamidova
Baizat Jamidovna Jamidova (en ruso: Байзат Хамидовна Хамидова; nacida el 31 de agosto de 1990) es una jugadora rusa de Rugby 7. Compitió en el torneo femenino de los Juegos Olímpicos de Verano del 2020.